# Abrhexosa amaryllis
Abrhexosa amaryllis är en tvåvingeart som beskrevs av Cook 1975. Abrhexosa amaryllis ingår i släktet Abrhexosa och familjen dyngmyggor.
Artens utbredningsområde är Ontario. Inga underarter finns listade i Catalogue of Life.